# Dowa
Dowa är ett av Malawis 28 distrikt och ligger i Central Region. Huvudort är Dowa.